# Cabo Corrientes
Cabo Corrientes è un comune del Messico, situato nello stato di Jalisco, il cui capoluogo è la località di El Tuito.